# Кумкент
Кумкент (каз. Құмкент) — село в Сузакском районе Туркестанской области Казахстана. Административный центр Кумкентского сельского округа. Находится примерно в 35 км к востоку от районного центра, села Шолаккорган. Код КАТО — 515643100.
На юго-западе находится древний город Кумкент.

## Население
В 1999 году население села составляло 2038 человек (1041 мужчина и 997 женщин). По данным переписи 2009 года, в селе проживали 2063 человека (1082 мужчины и 981 женщина).